# Лікарня університету Умео
Університетська лікарня Умео (швед. Norrlands universitetssjukhus (Nus)) — основна лікарня на півночі Швеції, розташована в Умео. У лікарні працюють 5600 чоловік.
Вона також є клінічною лікарнею для університету Умео, відповідальним органам для медичного факультету, який має 13 департаментів і 11 академічних програм. На факультеті навчається близько 2860 студентів і 450 аспірантів і близько 1020 співробітників, у тому числі близько 500 вчителів/дослідників.

## Історія
Лікарня була заснована як лазарет в 1784 році і була відома як жовтий будинок (Gula huset) на Сторгатан 28 в Умео. Там було вісім місць догляду. Будівля до сих пір залишається, але більше не використовується як лікарня.
У міру розширення Умеа нова лікарня була побудована на Олідбакен (Ålidbacken) в центрі Умео. Вона була розпочата в 1907 році (святкувала своє сторіччя в 2007 році) і 134 місць догляду.
У 1918 році лікарня була додатково розширена. У 1926 очна клініка була завершена, в 1937 був створений новий відділ педіатрії, а в 1957 були відкриті гінекологічний і акушерський відділи.
Сьогодні всі первісні будівлі на Олідбакен були знесені і замінені поточної лікарні.
Заборона фотографування була введена в 2011 році Радою графства Вестерботен, посилаючись на цілісність пацієнтів і персоналу. Заборона, однак, не розповсюджується на лікарню, але містить всі приміщення Ради графства. Введення заборони було зустрінуте протестами, в тому числі від Шведського телебачення, TV4 і Vasterbottens-Kuriren.